# Nationalpark Bogani Nani Wartabone
Der Bogani-Nani-Wartabone-Nationalpark liegt auf der Halbinsel Minahassa auf der Insel Sulawesi in Indonesien und ist 2871 km² groß. Der Nationalpark wurde 1991 gegründet und war früher unter dem Namen Dumoga Bone Nationalpark bekannt. Er wurde zu Ehren von Nani Wartabone, einem lokalen Widerstandskämpfer des Zweiten Weltkriegs umbenannt.
Der Park wurde von der Wildlife Conservation Society als der wichtigste Standort für die Erhaltung der wild lebenden Tiere auf Sulawesi eingestuft. Er ist die Heimat einer großen Zahl endemisch vorkommender Arten. Zu den seltensten Tieren des Parks zählt unter anderem der Anoa, ein sehr kleines Urwaldrind.
Im Reservat kommen außerdem Hammerhuhn, Hirscheber, das Sulawesi-Pustelschwein und der Gorontalo-Makak vor. Der Park ist gefährdet durch unkontrollierte Abholzung des Regenwaldes, Wilderei und den illegalen Goldabbau.